# Рогге, Рабеа
Рогге, Рабеа Патрисия (Rabea Patricia Rogge) — немецкая инженер-электрик, специалист в области робототехники и астронавт — участница спонсированной Ван Чунем частной пилотируемой космической миссии Fram2.

## Жизнь и карьера[2][4]
Рогге, Рабеа Патрисия родилась в 1995 году в Германии в Берлине . Высшее образование она получила в Швейцарии в Высшей технической школе Цюриха, получив степень магистра наук по электротехнике и информационным технологиям. После окончания учебы Рабеа занялась научными исследованиями в докторантуре Норвежского Университета науки и технологий на факультете морских технологий. Тема ее докторской диссертации: «Навигация, наведение и контроль на основе данных для автономных надводных транспортных средств в экстремальных условиях». Во время одной из экспедиций по изучению влияния экстремальных холодов на Шпицберген Рабеа познакомилась и подружилась с Ван Чунем. В совместных беседах выявились общие интересы к полярным областям и к космосу. В результате, Рабеа Рогге была приглашена присоединиться к организованной и спонсированной Ван Чунем первой космической миссии человека на орбиту над Северным и Южным полюсами Земли — Fram2.

## Космический полёт
Частная миссия Fram2, в которой Рабеа Рогге получила статус пилота корабля, продолжительностью 3 суток 14 часов 33 минуты была реализована на многоразовом космическом корабле Crew Dragon Resilience в период с 1-го по 4-е апреля 2025 года. Это был первый пилотируемый космический полет по полярной орбите Земли. Во время полета экипаж провел 22 эксперимента, включая первые медицинские рентгеновские снимки, сделанные на орбите.